# Psion Chess
Psion Chess è un videogioco di scacchi sviluppato dalla Psion e pubblicato inizialmente come QL Chess o QL-Chess nel 1984 per Sinclair QL dalla Sinclair Research. In seguito venne ripubblicato direttamente dalla Psion con il titolo di copertina Chess, ma era meglio noto come Psion Chess, e nel 1985-1986 la stessa azienda realizzò conversioni per Atari ST (presentata a video come Psion Chess 2.0), Macintosh e MS-DOS.
Nel 1992 Chess della Psion uscì anche per il computer palmare Psion Series 3a.
QL Chess fu il primo videogioco degno di nota uscito per il Sinclair QL, che era una macchina pensata per l'uso da ufficio.
Si fece notare per essere, in assoluto, il primo videogioco di scacchi in commercio dotato di visuale tridimensionale della scacchiera.
Psion Chess fu sviluppato in collaborazione con Richard Lang, all'epoca noto come uno dei migliori programmatori di scacchi al mondo, già autore dei premiati computer da scacchi della serie Mephisto.
Il programma della Psion vinse il World Microcomputer Chess Championship nel 1984 (a pari merito con altri) e nel 1987.
Almeno la versione MS-DOS è stata liberata ufficialmente come freeware nel 2006.

## Modalità di gioco
Psion Chess è caratterizzato da una visuale bidimensionale e una tridimensionale, con la possibilità di passare a comando dall'una all'altra.
La schermata 2D mostra una classica rappresentazione bidimensionale della scacchiera sulla destra, e un'area di testo con l'orologio dei due contendenti e l'elenco delle ultime mosse effettuate sulla sinistra.
Qui, nell'originale per Sinclair QL, l'interfaccia è simile a quella dei programmi da ufficio forniti con il QL e realizzati dalla stessa Psion, ossia la parte superiore dello schermo mostra i vari comandi richiamabili da tastiera e ricorda il significato dei tasti funzione.
L'interfaccia rimase sostanzialmente la stessa su MS-DOS, mentre in quelle Macintosh e Atari ST, che supportano il mouse, in alto si ha una barra dei menù.
La visuale tridimensionale della scacchiera, mostrata con i lati dei due giocatori posti orizzontalmente in alto e in basso, occupa l'intero schermo, senza nient'altro di interfaccia o testo visibile. Il movimento dei pezzi è animato.
In entrambe le visuali lo spostamento dei pezzi avviene tramite cursore sulle caselle, che nel gioco originale viene controllato da tastiera. Nelle versioni Macintosh e Atari ST si utilizza il mouse e anche nella visuale 3D è disponibile la barra dei menù, ma a scomparsa. In queste versioni inoltre sono disponibili diverse lingue per l'interfaccia oltre all'inglese, compreso l'italiano.
Quando un colore (o entrambi) è controllato dal computer, può essere impostato a diverse difficoltà. Si va dal livello 0 per novizi, che gioca più debolmente quando è in vantaggio, ai livelli 1-11 che corrispondono a tempi di calcolo medi del computer sempre più alti; ci sono poi un livello speciale dove il computer pensa circa tanto quanto ha pensato il giocatore, e uno dove cerca la mossa migliore indefinitamente finché non gli si dà il comando di muovere. Altre opzioni consentono la ricerca dello scacco matto in un numero di mosse da 1 a 8.
Il computer sfrutta, per fare calcoli, anche il tempo in cui sta aspettando la mossa del giocatore; questa funzione, che lo rende evidentemente più abile, può essere disabilitata con apposito comando.
La libreria delle aperture comprende circa 4000 mosse.
Ci sono comandi per annullare e ripetere tutte le mosse effettuate dall'inizio, permettendo quindi di rivedere tutta la partita ed eventualmente riprendere il gioco da un punto qualsiasi. 
È disponibile il suggerimento della mossa per i principianti. Un altro comando di analisi permette di rivelare cosa ha in mente il computer, ossia scrivere a video qual è la mossa che fino ad ora ha calcolato come migliore e lo sviluppo previsto in conseguenza di tale mossa.
La partita si può salvare e l'elenco mosse può essere stampato (o anche inviato a un modem o alla rete).
C'è infine la possibilità di disporre a piacimento tutti i pezzi per realizzare problemi scacchistici.
Pagine di aiuto sommario sull'interfaccia sono disponibili anche a video all'interno del programma.
Nelle versioni Atari, DOS e Mac è inclusa la possibilità di visionare 50 partite predefinite, scelte tra i migliori incontri internazionali disputati tra il 1834 e il 1981.

## Accoglienza
Psion Chess fu solitamente molto apprezzato dalla critica dei suoi tempi.
Nell'originale QL Chess per Sinclair QL in particolare si faceva notare la spettacolarità dell'innovativa visuale tridimensionale.
La rivista MCmicrocomputer lo definì fantastico, estremamente versatile, e un acquisto praticamente obbligato per tutti gli utenti di QL che giocassero, anche occasionalmente, a scacchi.
Per Sinclair Computer si poneva sicuramente ai primi posti tra i programmi scacchistici e didattici.
Per Aktueller Software Markt era uno dei programmi di scacchi più potenti e chiari in assoluto.
Psion Chess per MS-DOS fu apprezzato da Tilt, soprattutto nella parte estetica (grafica e animazione votate 5/6).
Secondo Aktueller Software Markt era uno degli di scacchi più potenti sul mercato, ma anche uno dei più comodi da usare.
Tilt valutò anche la versione Macintosh, confermando discreto interesse (14/20) e buona grafica. Ritenne però che Sargon III fosse più abile come puro giocatore di scacchi, e senz'altro preferibile dagli esperti. Psion Chess era comunque molto consigliato per giocatori principianti e medi.
Secondo Compute! era un programma ammirevole, anche nello spettacolare 3D, e aveva buone probabilità di essere il miglior programma scacchistico mai scritto per microcomputer.
Psion Chess per Atari ST fu valutato da Génération 4 eccezionale, particolarmente rapido e prestante. La rivista lamentava solo la totale mancanza di coordinate della scacchiera, utili ai principianti.
Computer and Video Games lo riteneva il programma più forte e più usabile in circolazione.